# Andrea Conti
Andrea Conti (sinh ngày 2 tháng 3 năm 1994) là một cầu thủ bóng đá người Italia chơi cho AC Milan với vị trí hậu vệ phải và là thành viên của đội tuyển bóng đá quốc gia Ý.

## Sự nghiệp câu lạc bộ
Conti sinh ra ở Lecco, Lombardia. Năm 2002, anh đã có một lần thử việc thành công ở AC Milan nhưng từ chối cơ hội gia nhập đội vì không thích trung tâm huấn luyện của câu lạc bộ (hoặc đơn giản chỉ là vị trí trung tâm cách xa ở nhà). Anh cũng nhận được lời đề nghị từ Inter Milan nhưng cuối cùng đã gia nhập vào học viện trẻ của Atalanta B.C., nơi anh chơi cùng với các cầu thủ như Mattia Caldara và Roberto Gagliardini trong vòng hơn 10 năm.
Vào tháng 7 năm 2013, Conti đã được mượn tại một đội đang thi đấu ở Lega Pro, Perugia. Anh đã thi đấu chuyên nghiệp vào ngày 4 tháng 8 năm 2013, bắt đầu từ trận thua 0-1 của Coppa Italia đối với Savona. Lần xuất hiện đầu tiên của anh diễn ra vào tháng đó, trận hòa 2-2 trên sân khách với Nocerina. Conti đã có 16 lần ra sân đấu, giúp đội bóng của mình đạt được xúc tiến thăng hạng Serie B.
Vào ngày 10 tháng 7 năm 2014, Conti chuyển đến một đồng đội hạng hai Virtus Lanciano, trong một mùa giải cho mượn. Conti đã ra sân 24 lần. Vào mùa hè năm 2015, anh trở về Atalanta và đã được đưa vào đội hình chính tại Serie A cho mùa giải tiếp theo.
Vào ngày 30 tháng 9 năm 2015, Conti ký một hợp đồng mới với Atalanta, bản hợp đồng kéo dài cho đến tháng 7 năm 2019. Anh đã ra mắt cho câu lạc bộ vào ngày 2 tháng 12, trong trận thua 1-3 trước Udinese Calcio tại Coppa Italia. Conti đã có trận ra mắt ở Serie A vào ngày 6 tháng 1 năm 2016, trong trận thua 1-2.
Conti đã ghi được 8 bàn trong 32 lần ra sân trong mùa giải 2016-17 của Serie A, lập kỷ lục ghi bàn. Vị trí chính của anh ấy là cánh phải ở tuyến giữa sơ đồ 3-4-3, hoặc có thể thi đấu ở vị trí hậu vệ phải trong sơ đồ 4 hậu vệ.

## Sự nghiệp quốc tế
Vào ngày 12 tháng 8 năm 2015, Conti đã có trận ra mắt với đội U21 Italia, trong một trận giao hữu với U21 Hungary. Tháng 9 năm 2017, anh được triệu tập vào đội tuyển bóng đá quốc gia Ý và ra sân lần đầu ở vòng loại World Cup 2018 gặp Israel.

## Thống kê sự nghiệp

### Câu lạc bộ
Tính đến 20 tháng 8 năm 2017
| Câu lạc bộ             | Mùa giải            | Serie A             | Serie A | Serie A | Cúp quốc gia | Cúp quốc gia | Châu Âu | Châu Âu | Khác | Khác | Tổng cộng | Tổng cộng |
| Câu lạc bộ             | Mùa giải            | Hạng                | Trận    | Bàn     | Trận         | Bàn          | Trận    | Bàn     | Trận | Bàn  | Trận      | Bàn       |
| ---------------------- | ------------------- | ------------------- | ------- | ------- | ------------ | ------------ | ------- | ------- | ---- | ---- | --------- | --------- |
| Perugia (mượn)         | 2013–14             | Lega Pro            | 17      | 0       | 1            | 0            | —       | —       | —    | —    | 18        | 0         |
| Virtus Lanciano (mượn) | 2014–15             | Serie B             | 24      | 0       | 1            | 0            | —       | —       | —    | —    | 25        | 0         |
| Atalanta               | 2015–16             | Serie A             | 14      | 2       | 1            | 0            | —       | —       | —    | —    | 15        | 2         |
| Atalanta               | 2016–17             | Serie A             | 33      | 8       | 2            | 0            | —       | —       | —    | —    | 35        | 8         |
| Atalanta               | Tổng cộng           | Tổng cộng           | 47      | 10      | 3            | 0            | —       | —       | —    | —    | 50        | 10        |
| Milan                  | 2017–18             | Serie A             | 2       | 0       | 0            | 0            | 3       | 0       | —    | —    | 5         | 0         |
| Milan                  | 2018–19             | Serie A             | 12      | 0       | 2            | 0            | 0       | 0       | 1    | 0    | 15        | 0         |
| Milan                  | 2019–20             | Serie A             | 23      | 0       | 3            | 0            | —       | —       | —    | —    | 26        | 0         |
| Milan                  | 2020–21             | Serie A             | 3       | 0       | 0            | 0            | 2       | 0       | —    | —    | 5         | 0         |
| Milan                  | 2021–22             | Serie A             | 1       | 0       | 0            | 0            | 0       | 0       | —    | —    | 1         | 0         |
| Milan                  | Tổng cộng           | Tổng cộng           | 41      | 0       | 5            | 0            | 5       | 0       | 1    | 0    | 52        | 0         |
| Parma (mượn)           | 2020–21             | Serie A             | 10      | 0       | 0            | 0            | —       | —       | —    | —    | 10        | 0         |
| Sampdoria              | 2021–22             | Serie A             | 0       | 0       | 0            | 0            | —       | —       | —    | —    | 0         | 0         |
| Tổng cộng sự nghiệp    | Tổng cộng sự nghiệp | Tổng cộng sự nghiệp | 138     | 10      | 10           | 0            | 5       | 0       | 1    | 0    | 154       | 10        |

### Quốc tế
Tính đến 5 tháng 9 năm 2017
| Ý         | Ý    | Ý   |
| Năm       | Trận | Bàn |
| --------- | ---- | --- |
| 2017      | 1    | 0   |
| Tổng cộng | 1    | 0   |

## Danh hiệu
AC Milan
- Serie A: 2021–22